# Canberra
Canberra (ˈkænbɛrə [ˈkænbᵊrə]) este capitala Australiei. Cu o populație de 367.000 de locuitori, este cel mai mare oraș din interiorul Australiei și al optulea după populație. Orașul este situat la capătul de nord al Australian Capital Territory (ACT), la 280 km sud-vest de Sydney și 660 km nord-est de Melbourne. Un locuitor din Canberra este cunoscut ca un „canberran”.
Locul orașului Canberra a fost ales pentru amplasarea capitalei națiunii în 1908 ca un compromis între Sydney și Melbourne, primele două mari orașe din Australia. Acesta este neobișnuit printre orașele australiene deoarece este un oraș cu totul planificat în afara oricărui stat, similar cu Districtul Columbia din SUA. În urma unui concurs internațional pentru design al orașului a fost selectat planul arhitecților americani Walter Burley Griffin și Marion Mahony Griffin, iar construcția a început în 1913. Planul celor doi prezenta motive geometrice precum cercuri, hexagoane și triunghiuri și a fost centrat în jurul axelor aliniate cu reperele topografice semnificative din Australian Capital Territory.
Designul orașului a fost influențat de mișcarea oraș-grădină și include zone semnificative de vegetație naturală datorită cărora Canberra este numită „capitala tufișurilor”. Creșterea și dezvoltarea orașului au fost împiedicate de cele două războaie mondiale și de Marea criză economică care a exacerbat o serie de dispute de planificare și ineficiența unei secvențe de organisme care trebuiau să supravegheze dezvoltarea orașului. Capitala a devenit un oraș înfloritor după Al Doilea Război Mondial, odată ce prim-ministrul Robert Menzies a susținut dezvoltarea acesteia, iar Comisia Națională pentru Dezvoltarea Capitalei a fost înființată cu puteri executive. Deși Australian Capital Territory se autoguvernează, guvernul federal își păstrează o anumită influență prin intermediul National Capital Authority.
Fiind sediul guvernului australian, în Canberra se află Palatul Parlamentului, Înalta Curte și numeroase departamente și agenții guvernamentale. Aici există de asemenea mai multe instituții sociale și culturale de importanță națională, precum Memorialul australian al războiului, Universitatea Națională Australiană, Institutul Australian al Sportului, Galeria Națională, Muzeul Național și Biblioteca Națională. Corpul ofițeresc al Armatei Australiene este instruit la Colegiul Militar Regal, Duntroon, în capitală aflându-se și Academia Militară Australiană.
ACT, la fel ca și Washington, D.C., este independent de orice stat pentru a preveni orice stat să obțină avantajul de a găzdui sediul puterii federale. Cu toate acestea, spre deosebire de Washington, ACT dispune de reprezentare în Parlamentul federal, având propria Adunare legislativă și un guvern independent, similar statelor.
Deoarece orașul are un procent ridicat de funcționari publici, guvernul federal contribuie cu cel mai mare procent la produsul brut de stat și este cel mai mare angajator din Canberra. Fiind sediul guvernului, rata șomajului este mai mică, iar venitul mediu este mai mare decât media națională, în timp ce prețurile proprietăților sunt relativ mari datorită reglementărilor de dezvoltare relativ limitate. Nivelurile de educație terțiară sunt mai mari, iar populația este tânără.

## Etimologie
Despre cuvântul „Canberra” se crede că derivă de la Kambera sau Canberry care se pretinde a însemna „loc de întâlnire” în vechea limbă ngunnawal a băștinașilor ngabri. În conformitate cu liderul ngunnawal, Don Bell, traducerea corectă este „sânii femeii”, reprezentând numele indigen pentru doi munți, Muntele Negru și Muntele Ainslie, care se află aproape opuși unul față de celălalt. În anii 1860 John Gale, proprietarul unui ziar din Queanbeyan, a raportat că numele este varianta anglicizată a cuvântului indigen „nganbra” sau „nganbira” care înseamnă „gol între sânii unei femei”, făcând referire la lunca dintre Muntele Ainslie și Muntele Negru.
În mod alternativ, R.H. Cambage în cartea sa din 1919 intitulată Note asupra Florei Native din Noul Wales de Sud, Partea X, Teritoriul Capitalei Federale (în engleză Notes on the Native Flora of New South Wales, Part X, the Federal Capital Territory) a remarcat că Joshua John Moore, primul colonist din regiune, a numit zona Canberry în 1823 afirmând că „se pare fără îndoială că originalul a fost un nume nativ, dar înțelesul său este necunoscut.” În 1920 unii locuitori mai în vârstă din district au susținut că numele a fost derivat de la merișorul australian (Lissanthe sapida) care a crescut din abundență în zonă, menționând că numele local al plantei a fost canberry. Deși în mod curent numele este pronunțat /kænbᵊrə/ sau /kænbɛrə/, pronunția originală din 1913 a fost /kæn.brə/.

## Istorie
Înainte de colonizarea europeană, zona în care urma să fie construită Canberra a fost locuită sezonier de indigenii australieni. Antropologul Norman Tindale a sugerat că principalul grup care a ocupat regiunea era format din indigenii ngunnawal, în timp ce etnicii ngarigo au trăit la sud de ACT, wandandian la est, walgulu de asemenea la sud, gandangara la nord, iar wiradjuri la nord-vest. Dovezile arheologice de colonozare a regiunii includ adăposturi de piatră locuite, picturi rupestre și gravuri, locuri de veci, tabere, cariere, unelte de piatră și aranjamente. Acestea sugerează faptul că zona a fost locuită de oameni de cel puțin 21.000 de ani.

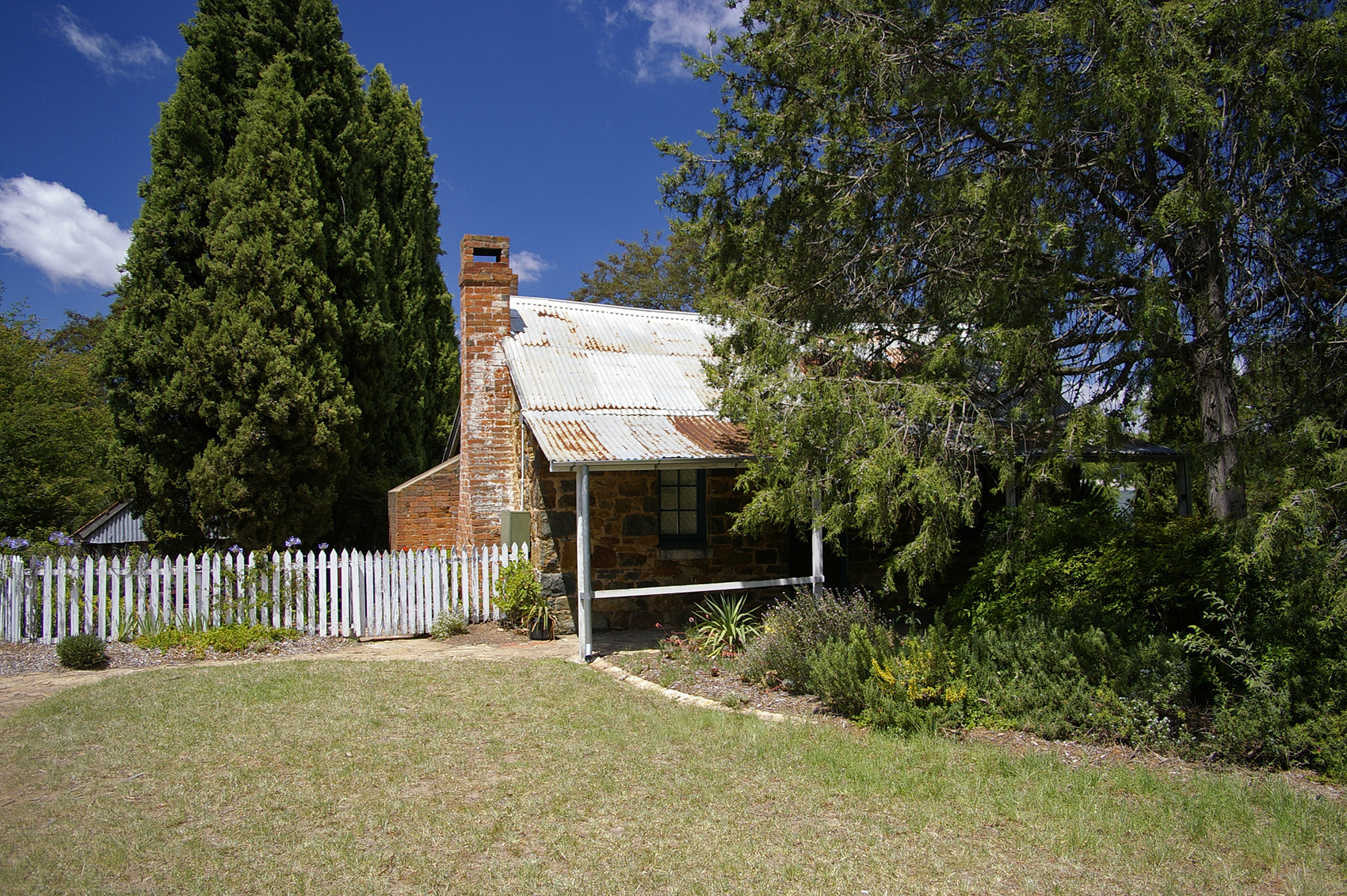
Cabana Blundells, construită în jurul anului 1860, este una dintre puținele clădiri rămase construite de primii coloniști europeni din Canberra.

Explorarea și colonizarea europeană din zona capitalei Canberra a început încă din 1820. Între 1820 și 1824 au existat patru expediții. Colonizarea albă a zonei datează probabil din 1823, când a fost construită o fermă pe ceea ce este acum peninsula Acton de văcarii angajați de Joshua John Moore. El a aplicat în mod oficial pentru a cumpăra situl la 16 decembrie 1826, numind proprietatea „Canberry”. La 30 aprilie 1827 Moore a primit o scrisoare prin care putea să rămână în posesia a 405 ha din Canberry.
Populația europeană din regiunea Canberra a continuat să crească încet de-a lungul secolului al XIX-lea. Printre aceștia s-a numărat familia Campbell din „Duntroon”, a cărei casă de piatră impunătoare este acum popota ofițerilor de la Colegiul Militar Regal, Duntroon. Ea a sponsorizat venirea altor familii de fermieri pentru a-i lucra pământul,, precum familia Southwell din „Weetangera”.
Cea mai veche clădire publică care a supraviețuit în interiorul orașului este Biserica Anglicană Sf. Ioan Botezătorul din suburbia Reid, care a fost sfințită în 1845. În cimitirul acesteia se află cele mai vechi morminte din district. Cum prezența europeană a crescut, populația indigenă s-a diminuat, în principal datorită unor boli ca variola și rujeola.